# Jean-Louis Baudry
Jean-Louis Baudry, född 2 mars 1930 i Paris, död 3 oktober 2015 i Paris, var en fransk författare och filmvetare. Han tillhörde redaktionen för den franska litterär-filosofiska tidskriften Tel Quel. Baudry lämnade även bidrag till den så kallade apparatus-teorin.

## Biografi
Jean-Louis Baudry föddes i Paris år 1930. Genom att kombinera Althussers teori om statsapparaterna och Lacans spegelstadium försöker Baudry i artiklarna "Ideological Effects of the Basic Cinematographic Apparatus" och "The Apparatus: Metapsychological Approaches to the Impression of Reality in Cinema" utforska hur ideologierna påverkar filmen som institution.